# Valeriu Călinoiu
Valeriu Călinoiu (* 9. Oktober 1928 in Bukarest; † 20. Dezember 1990) war ein rumänischer Fußballspieler. Er bestritt 167 Spiele in der höchsten rumänischen Fußballliga, der Divizia A, und nahm an den Olympischen Spielen 1952 teil.

## Karriere

### Verein
Călinoiu begann mit dem Fußballspielen in seiner Heimatstadt Bukarest zunächst bei Olympia, später bei Carmen Bukarest, ehe der Spielbetrieb durch den Ausbruch des Zweiten Weltkrieges unterbrochen werden musste. Nach Kriegsende schloss er sich zunächst IMS Hunedoara an, kehrte aber im Jahr 1948 nach Bukarest zurück und spielte für Petrolul Bukarest in der höchsten rumänischen Spielklasse, der Divizia A. Dort kam er am 29. Mai 1949 zu seinem ersten Einsatz. Nach Saisonende wechselte Călinoiu zu Dinamo Brașov in die Divizia B.
In Brașov trug Călinoiu dazu bei, dass der Verein in die Divizia A aufstieg. Vor Beginn der Saison 1950 wechselte er zurück in die Hauptstadt zu Dinamo Bukarest. Mit Dinamo konnte er bis zu seinem Karriereende im Jahr 1960 einen Meistertitel und einen Pokalsieg erringen.

### Nationalmannschaft
Călinoiu bestritt zwischen 1952 und 1959 insgesamt 21 Spiele für die rumänische Fußballnationalmannschaft und erzielte dabei ein Tor. Sein Debüt hatte er am 15. Juli 1952 im Rahmen der Olympischen Spiele in Helsinki gegen den späteren Olympiasieger Ungarn.

## Erfolge
- Teilnehmer an Olympischen Spielen: 1952
- Rumänischer Meister: 1955
- Rumänischer Pokalsieger: 1959